# Castillo de Boltaña
El castillo de Boltaña es una construcción militar ubicada en la localidad pirenaica de Boltaña, en la comarca de Sobrarbe, Huesca, Aragón.
El castillo se sitúa en la plataforma superior del cerro en cuya ladera se asienta la población, adaptándose a su forma irregular.
Está declarado Bien de Interés Cultural (BIC).

## Historia
El castillo de Boltaña es también llamado castillo de los Condes de Sobrarbe de forma incorrecta, ya que no fue en ningún momento de su existencia la residencia oficial de los señores del Condado de Sobrarbe. Se trata de una fortaleza construida por los sarracenos de Sobrarbe para defender el Valle del Ara de los cristianos durante la Reconquista. Fue un bastión muy importante por su ubicación estratégica y por la importancia de la villa de Boltaña, la cual se extendía desde tiempos romanos por las faldas del monte donde se asienta el castillo.
De la época de dominio musulmán se saben pocas cosas aparte de que los califas de Al-Ándalus consideraban el castillo de gran interés para la defensa de esta parte de la frontera, motivo por el cual el califa Abderramán III nombró a Amrus ibn Muhammad gobernador del mismo. A pesar de que no se conoce demasiado bien la reconquista de la plaza de Boltaña por parte de las tropas cristianas, sí que sabemos que en el año 941 el rey de Pamplona García Sánchez I contaba con la villa entre sus posesiones en Sobrarbe.
En el siglo siguiente, bajo el reinado de Sancho El Mayor, la plaza de Boltaña fue gobernada por su sobrino Gimeno Garcés desde 1028 hasta 1031 y por Sancho Galíndez (1036-1080), ya bajo el reinado de Ramiro I de Aragón. Estos datos dan cuenta de la importancia estratégica de la villa durante los primeros años de la reconquista en el Condado de Sobrarbe.

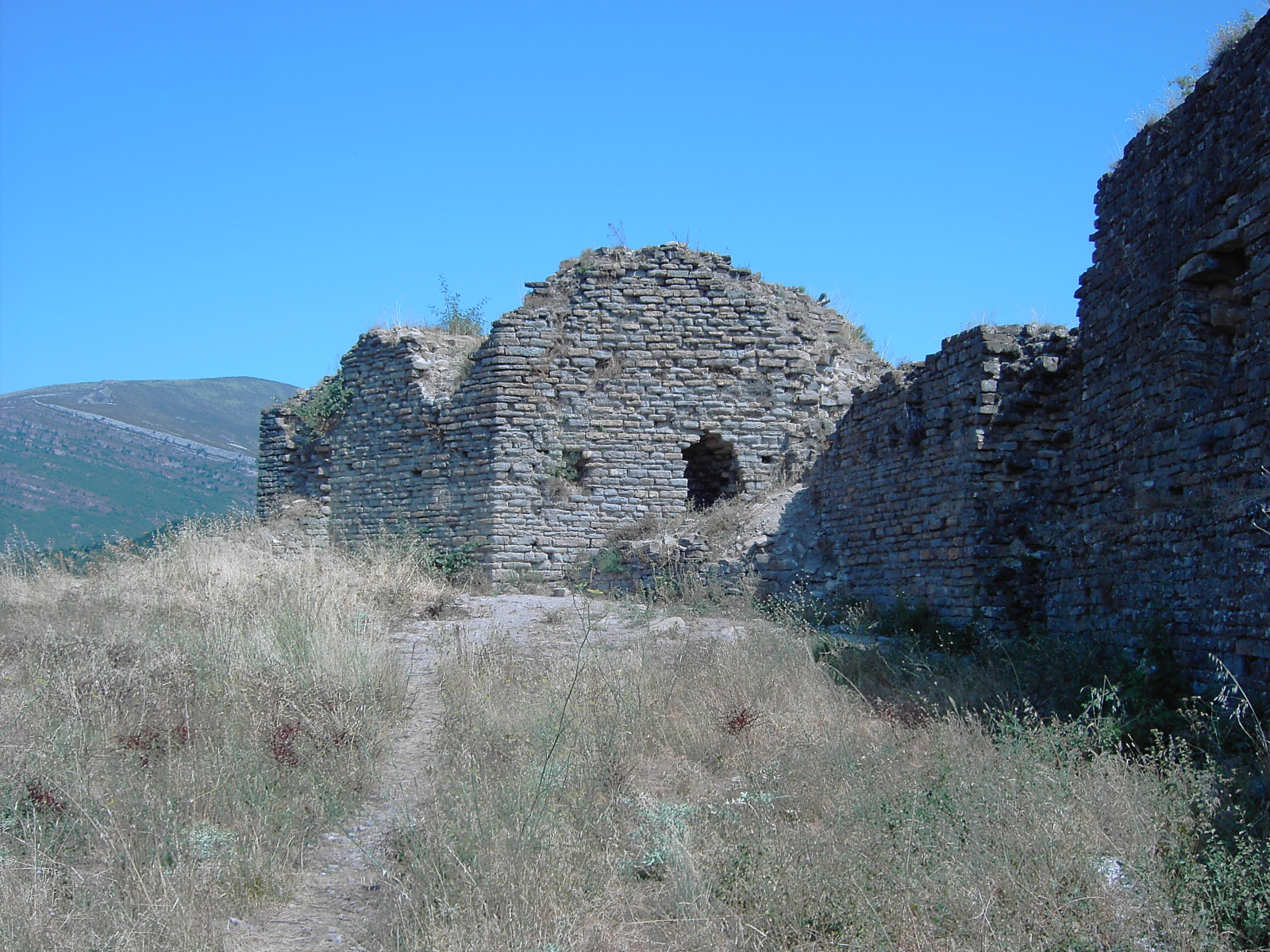
La característica torre hexagonal del Castillo de Boltaña.

Ya en el siglo XII, y a diferencia del anterior, Boltaña pierde importancia a favor de Aínsa, de forma especialmente acentuada después de la firma de la Carta Puebla de esta última villa por parte de Alfonso I El Batallador en el año 1124. Los siglos posteriores vieron la reducción de los privilegios de Boltaña, llegando a ser asimilada por la de Aínsa como simple aldea (en términos jurídicos) dependiente de ésta, sin fueros o derechos municipales propios.
No fue hasta 1430, cuando Juan de Bardají ostentó el título de Señorío de Boltaña, pero dada la oposición de los infanzones del lugar, el rey Alfonso V revocó la concesión de fueros a la villa, retornando todas las potestades de ésta a la Corona de Aragón.

## Descripción
Se trata de un recinto fortificado compuesto de una muralla pentagonal y una torre en su extremo norte. El acceso al conjunto se realiza por el este mediante una portada de en arco de medio punto.
Posee dos saeteras, una en el lienzo este y otra en el sur.
La torre, desaparecida en gran parte, está construida en sillarejo, y está ubicada en lo alto del recinto, donde el espacio se estrecha considerablemente. Tiene planta hexagonal, siendo cuadrada en el interior.